# Schloss Dryfels

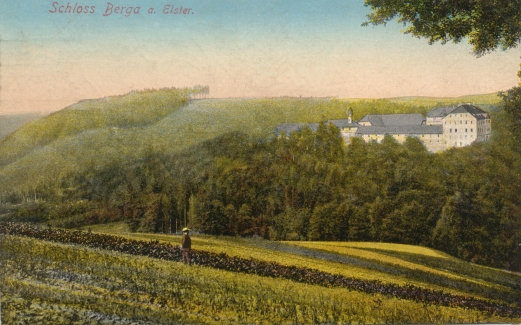
Schloss Berga um 1912

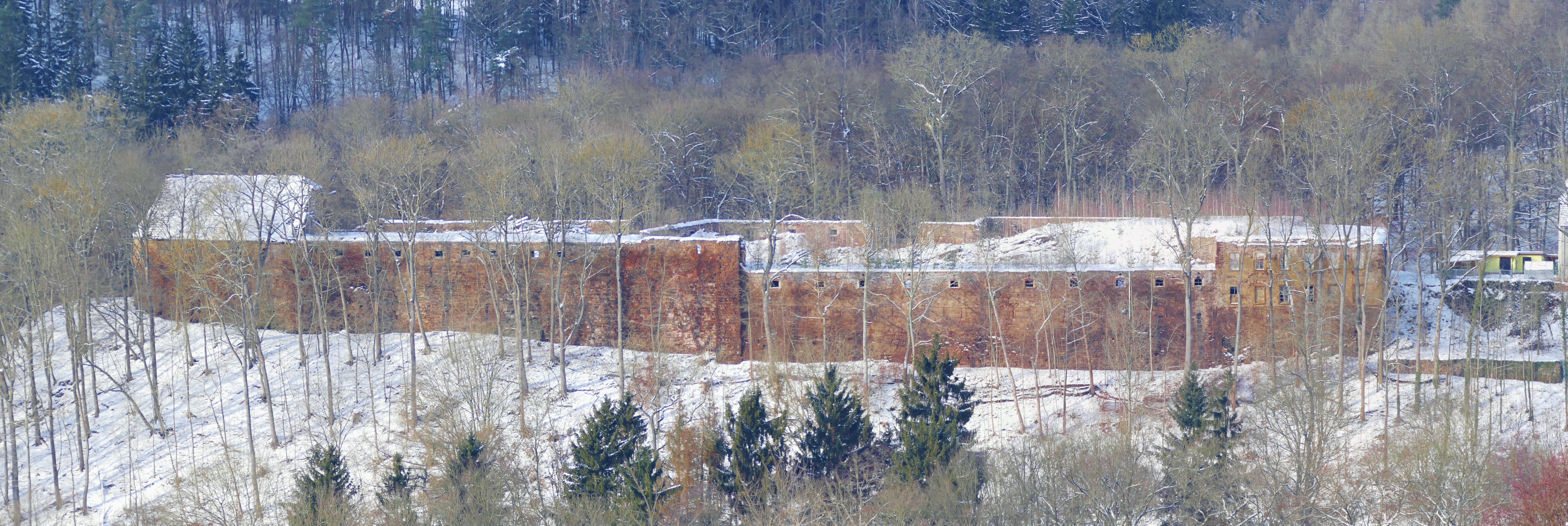
Ruine des „Schlosses Berga“ im Januar 2021

Das Schloss Dryfels befand sich in der Stadt Berga-Wünschendorf im Landkreis Greiz in Thüringen.

## Lage
Eine Burg auf einem Bergsporn, der mit steilen Abhängen von Osten in das Tal der Weißen Elster ragt, sicherte und kontrollierte im Mittelalter den Flussübergang einer in Ost-West-Richtung verlaufenden Straße, die das Orlatal um Auma mit dem Muldental von Zwickau verband. Früher sicherte noch ein Wall gen Osten den Standort.

## Geschichte
Den Herren von Lobdeburg war schon 1225 ein Ritter von Berga/Elster bekannt. Die erste Nachricht über Berga an der Elster ist in der Urkunde aus dem Jahr 1216 nach Dobenecker, II. 1718 registriert. In einer Urkunde von 1310 trat der Edelfreie Otto von Lobdeburg-Berga als landgräflicher Zeuge auf. Im Ergebnis des Vogtländischen Krieges gelangte die Anlage (die Burg) 1358 an den Landgrafen von Thüringen.
1378 ging die Burg als Pfand an Heinrich den Roten, Vogt von Weida. 1445 erhielten die Wettiner die Burg. Später war die albertinische Linie Sachsen-Zeitz ausgewiesen. 1760 Bau des Schlosses Dryfels auf den Burgresten. Vorher und zu DDR-Zeiten war es ein Gut. Ein Brand im Jahr 1994 ergab für den bis dahin gut erhaltenen und wirtschaftlich stabilen Komplex eine bauliche Sperrung. 2012 wurde das Schloss abgerissen.
Die Bauzeit der auf drei Felsen errichteten Schlossanlage kann bis ins 12. Jahrhundert zurückdatiert werden, Reste der befestigten Ritterburg aus dem 13. und 14. Jahrhundert sind zum Teil in den Befestigungsmauern erhalten. Die Gründung der Burg geht auf die Lobdeburger zurück, die einen Gegenpol zur Herrschaft der Vögte von Weida schaffen wollten. 1358 übernahmen die Landgrafen von Thüringen die Anlage. 1373 wurde sie von Heinrich dem Roten, Vogt von Weida, verpfändet. 1427 erhielt er sie endgültig zurück. 1445 bekamen die Wettiner sie wieder.
Im Jahre 1592 wurde der Besitz vom Churfürstlichen Kammer- und Bergrat in Dresden an Daniel von Watzdorf übergeben. Die Familie von Watzdorf ist bis 1870 als Eigentümer verzeichnet. Letztes Familienmitglied war Bernhard von Watzdorf, der als Staatsminister am Hofe von Großherzog Karl Alexander von Sachsen-Weimar wirkte. Bis 1875 gehörte das Schloss Richard Hermann aus Zeitz, der es im Jahre 1875 an Ernst Semmel, den Sohn des Landrates und geheimen Justitzrathes Moritz Semmel aus Gera weiter veräußerte. Ernst Semmel wurde als Gemeindevertreter gewählt und verkaufte das Schloss 1909 an Hauptmann Toppius, der bereits als Verwalter des Schlossgutes gewirkt hatte. 1938 erwarb Ludwig Scharpenseel, der zuvor seine Anteile an der Schlegel-Scharpenseel-Brauerei veräußert hatte, die Immobilie und ließ das Objekt und die Außenanlagen von Grund auf sanieren.
Am 10. September 1945 wurde die Familie Scharpenseel entschädigungslos enteignet und flüchtete nach Sichtigvor. Sie verlor das Rittergut und die zugehörigen Ländereien in einer Gesamtgröße von 239 Hektar. Die Einrichtung wurde ausgelagert bzw. zur Möblierung der Notunterkünfte von vertriebenen Deutschen aus Mittel- und Osteuropa verwendet. Zur gleichen Zeit wurde eine Landwirtschaftsschule im Schloss eingerichtet. Ende der 1950er Jahre wurde diese ausgelagert und das volkseigene Gut Meilitz übernahm die Rechtsträgerschaft. Die Stallungen wurden zur Schweinemast umgenutzt. Mit der „Wende“ ging das Schloss in das Eigentum der Weigl Holding über. Am 8. März 1994 brannte der Dachstuhl des 1760 errichteten Pächterhauses. Der Brand und das Löschwasser haben erhebliche Schäden am Gemäuer verursacht. Ende 2011/Anfang 2012 wurden große Teile der Brandruine des Schlosses aus Gründen der Verkehrssicherung abgerissen. Die Grundmauern und der Schlosskeller blieben erhalten.

## Besonderheiten
Teile der Umfassungsmauern sind noch mit sichtbaren Schießscharten ausgestattet. An der Südwestseite weist ein vermauertes Tor auf
den ursprünglichen Zugang hin, der später nach Osten verlegt wurde. In der Mitte der Anlage stand auf einem Fels einst der runde Bergfried, der 1767 abgetragen wurde. Er soll 45 Meter hoch gewesen sein und hatte eine Mauerstärke von 3 Metern. Ein Stallgebäude ähnelte einer Kapelle. Beträchtliche Umbauten verwischten viele Zeugnisse.

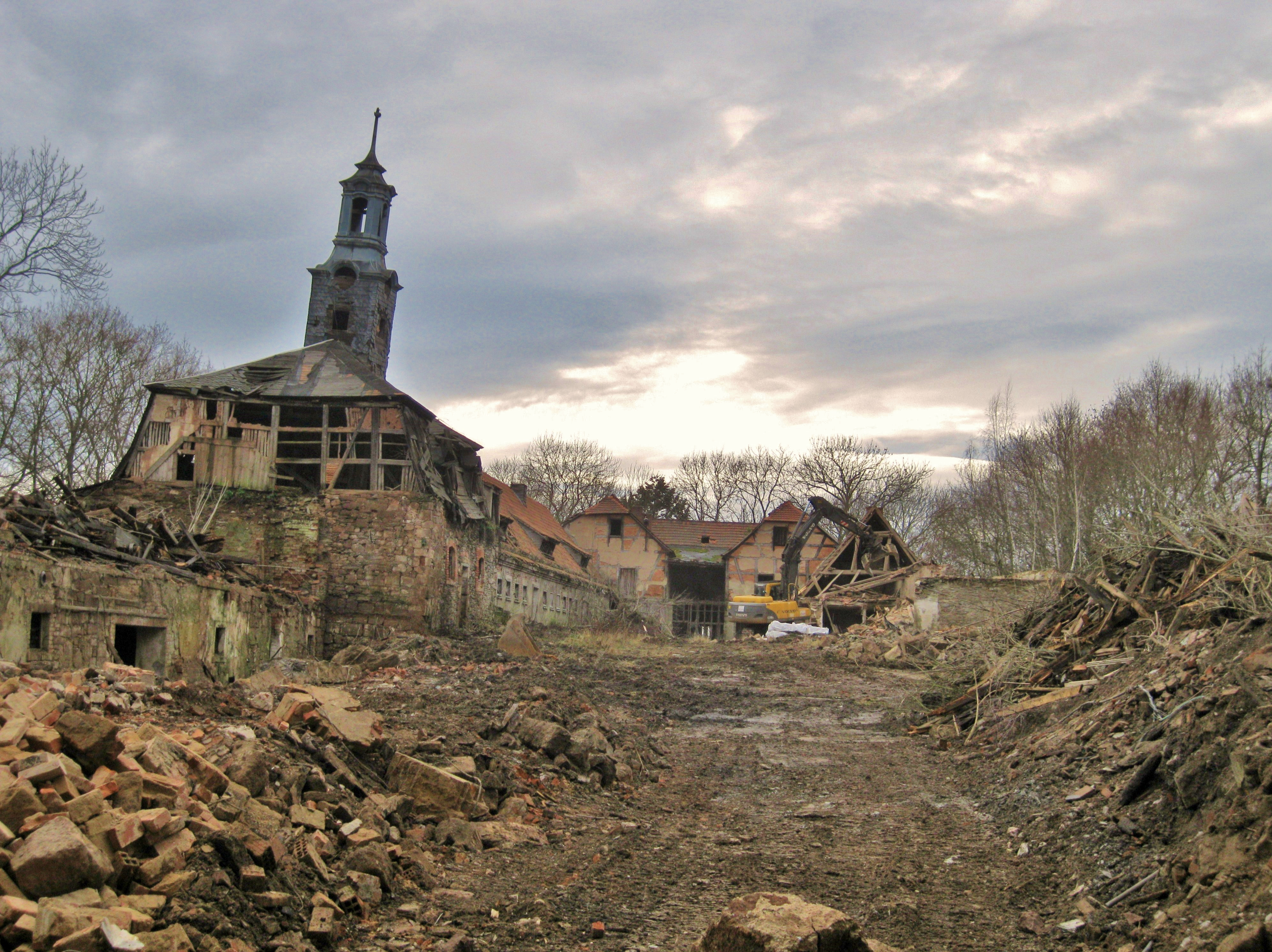
Das Schloss während des Rückbaus
Westseite der Ruine des „Schlosses Berga“ im umgebenden Gelände
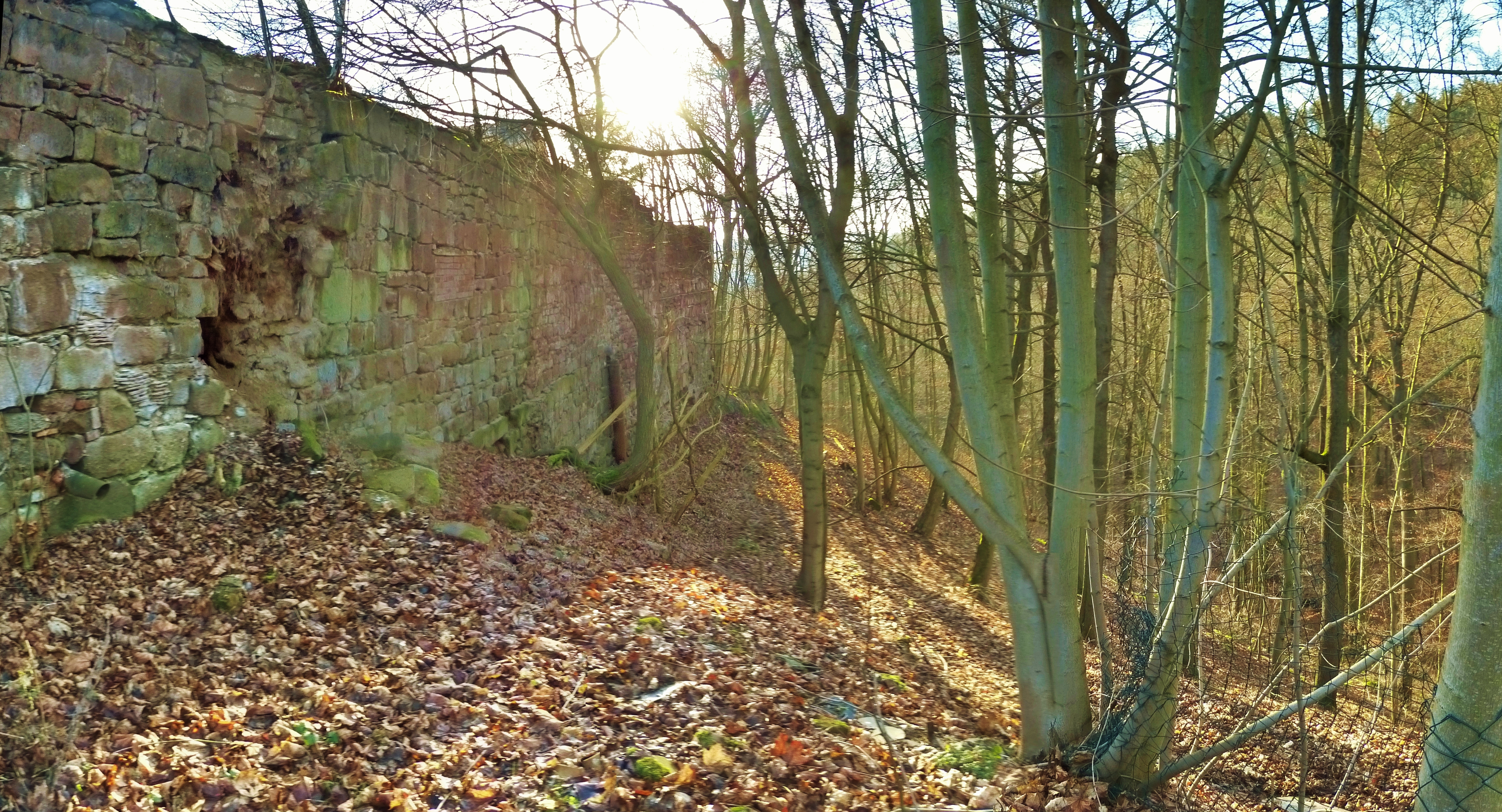
Erhalten gebliebene Umfassungsmauer über dem Wallgraben
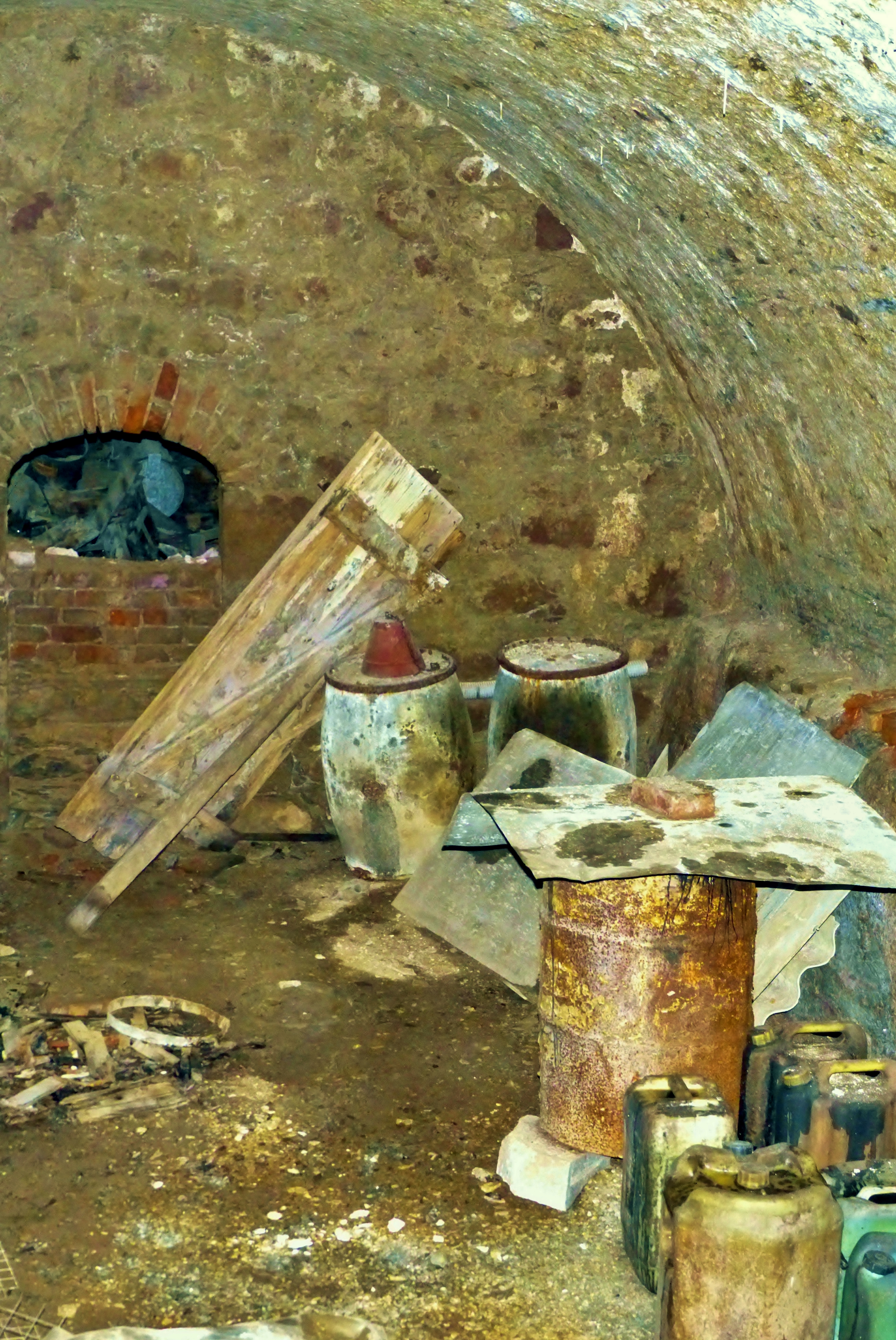
Blick in den Schlosskeller
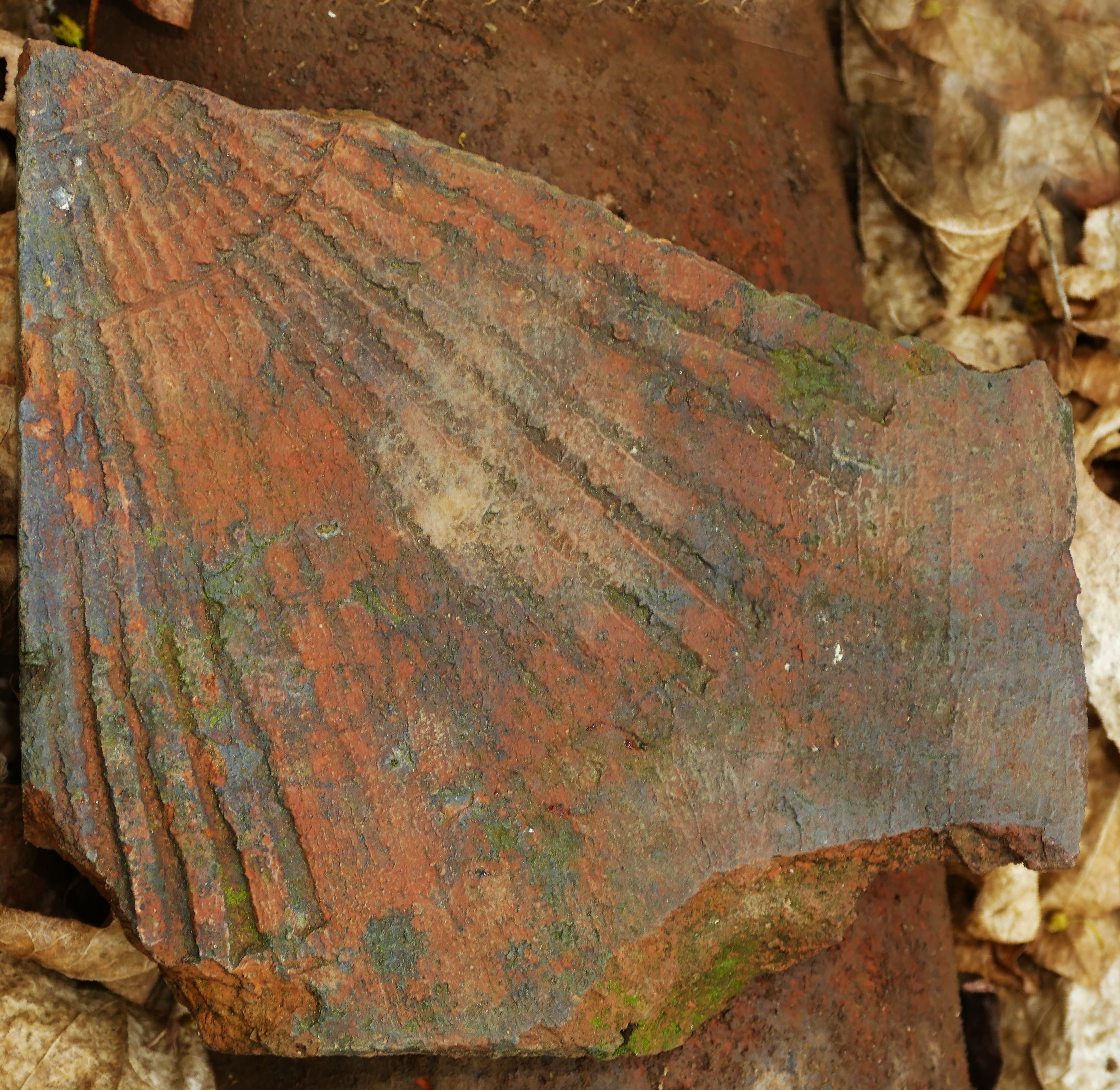
Bruchstück eines Sonnenziegels
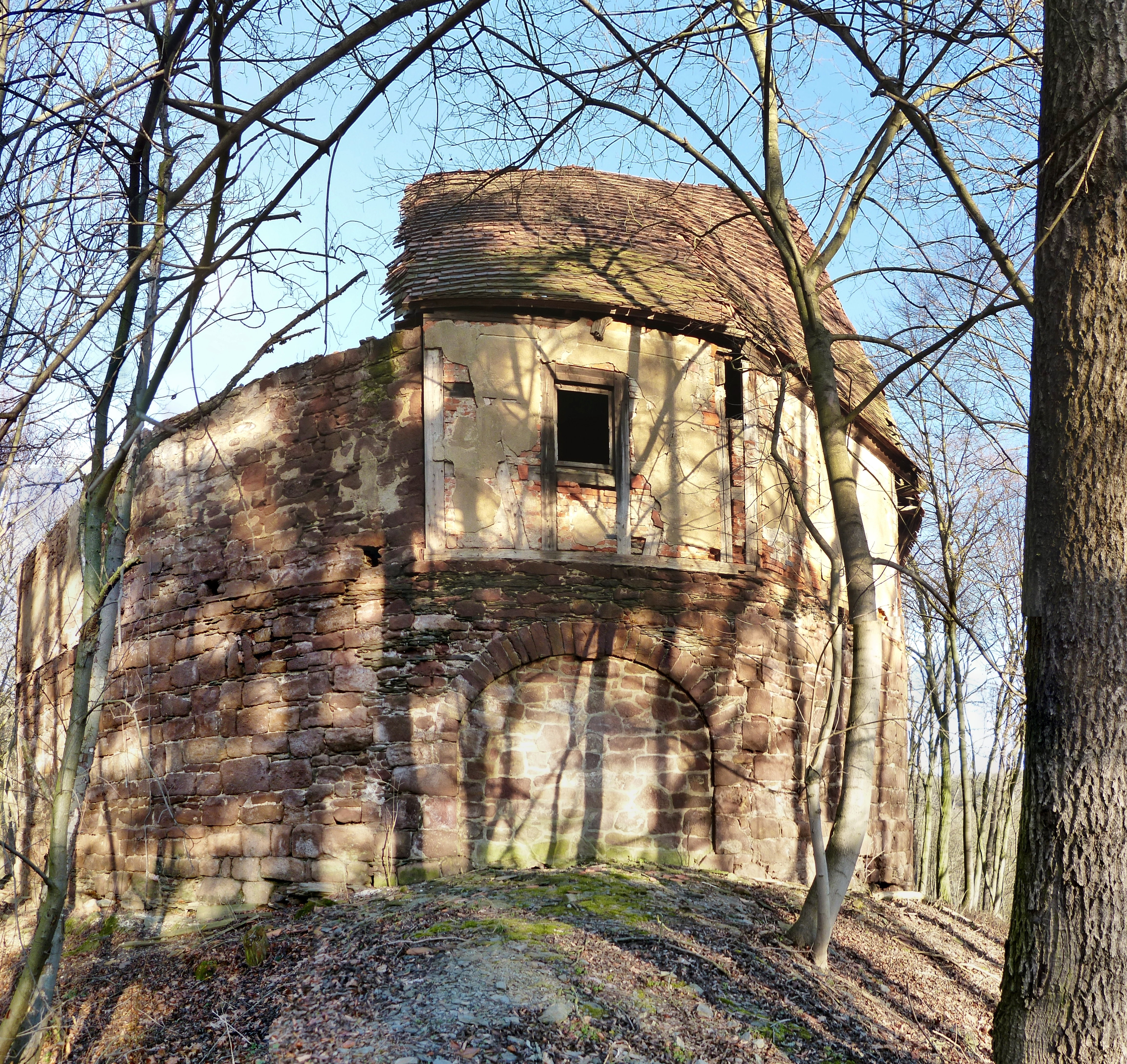
Ursprünglicher Torbau
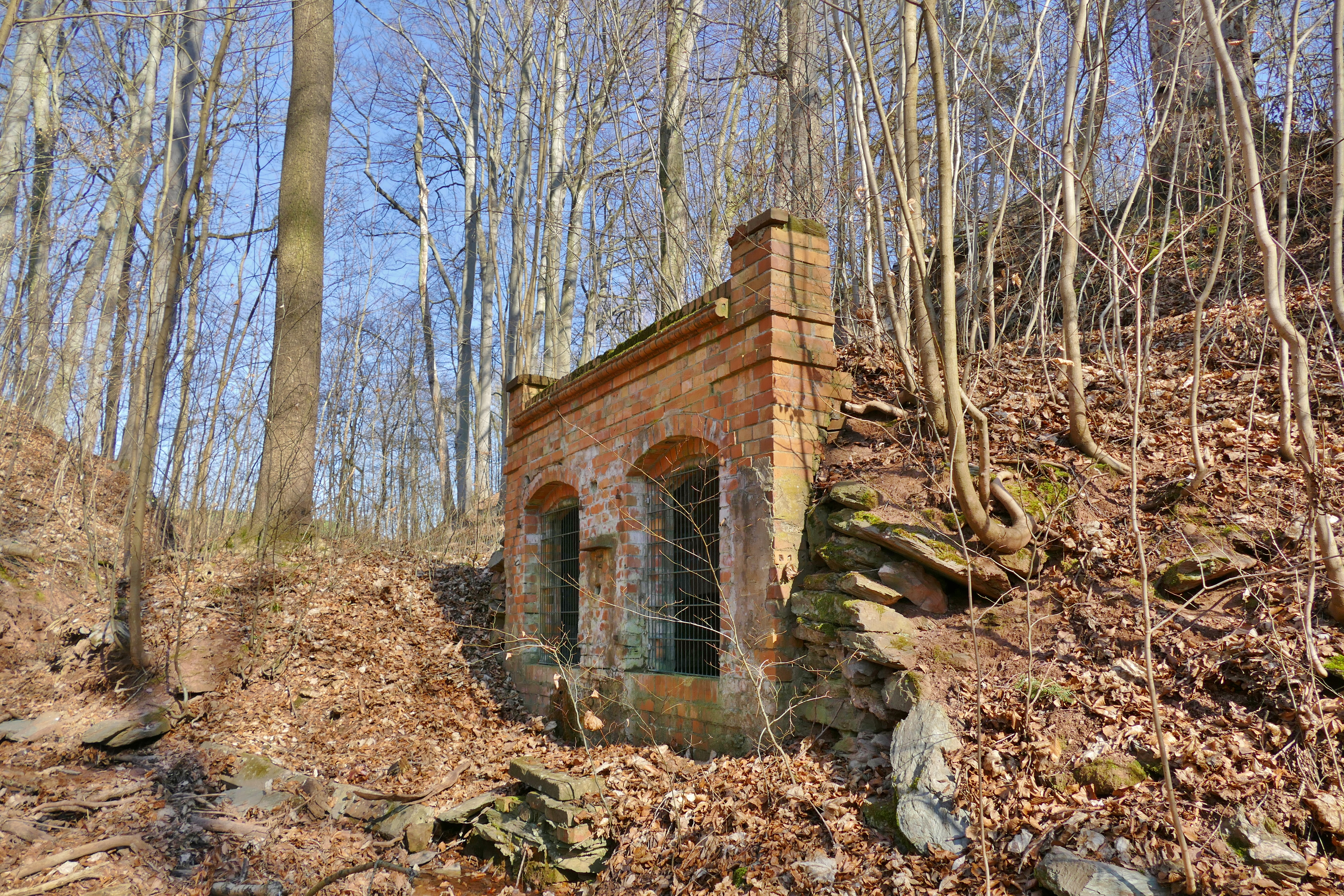
Brunnen des Schloss Berga